# آلبرتو ایگلسیاس
آلبرتو ایگلسیاس (انگلیسی: Alberto Iglesias؛ زادهٔ ۱۹۵۵) آهنگساز اهل اسپانیا است.
او به‌خاطر ساخت موسیقیِ فیلم، به‌ویژه موسیقی فیلم‌های پدرو آلمودوار معروف است.
آلبرتو ایگلسیاس چهار بار برای دریافتِ جایزه اسکار بهترین موسیقی فیلم نامزد شده‌است. از جمله فیلم‌هایی که وی در ساخت موسیقی آنها مشارکت داشته‌است، می‌توان به باغبان وفادار، بادبادک‌باز، عشاق مدار شمالگان، سنجاب قرمز، گاوها، آنکه برایت خواهد خواند، اجلاس سران و بندزن خیاط سرباز جاسوس و مادران موازی اشاره کرد.
همچنین او در هفتاد و نهمین مراسم گلدن گلوب برای فیلم مادران موازی ساخته پدرو آلمودوار نامزد دریافت جایزه گلدن گلوب بهترین موسیقی متن فیلم می‌باشد. همچنین ایشان برای همین فیلم به عنوان کاندید بهترین دستاورد در موسیقی نوشته شده برای فیلم‌های متحرک اسکار ۲۰۲۲ و بهترین موسیقی فیلم از انجمن منتقدان فیلم لس آنجلس انتخاب گردیده‌اند.